# Giorgio Carrara
Giorgio Emiliano Carrara (Las Breñas, 16 februari 2001) is een Argentijns autocoureur.

## Carrière
Carrara begon zijn autosportcarrière in het karting in 2007 in zijn thuisland Argentinië. Hij won hier een aantal kampioenschappen; 2010 was zijn beste jaar met vier titels. In 2011 maakte hij de overstap naar Europa en werd hij tiende in de WSK Final Cup. Hierna keerde hij terug naar Argentinië, waar hij tot 2016 bleef karten. Hij behaalde zijn grootste succes in 2015, toen hij nationaal kampioen werd in de Sudam Junior-klasse. Ook nam hij nog deel aan een aantal Europese- en wereldkampioenschappen; in 2014 werd hij achttiende in de KF Junior-klasse van het CIK-FIA-wereldkampioenschap en in 2015 werd hij vijfde in de WSK Final Cup.
In 2017 stapte Carrara over naar het formuleracing en maakte zijn Formule 4-debuut in het Italiaanse Formule 4-kampioenschap bij het team Jenzer Motorsport. Hij kende een moeilijk debuutseizoen, waarin drie negende plaatsen zijn enige puntenfinishes waren. Hij eindigde als veertiende in het kampioenschap met 6 punten.
In 2018 bleef Carrara actief in de Italiaanse Formule 4 bij Jenzer. Hij verbeterde zichzelf flink en behaalde drie podiumplaatsen op het Circuit Paul Ricard, het Autodromo Nazionale Monza en het Autodromo Enzo e Dino Ferrari. Met 112 punten werd hij zevende in de eindstand. Daarnaast reed hij eenmalig als gastcoureur in het ADAC Formule 4-kampioenschap bij Jenzer tijdens het raceweekend op de Hockenheimring, waarin hij in de eerste race vijftiende werd, maar in de tweede race uitviel.
In 2019 reed Carrara een derde seizoen in de Italiaanse Formule 4 bij Jenzer. Voor datzelfde team kwam hij ook uit als gastcoureur in zowel het ADAC- als het Spaanse Formule 4-kampioenschap. In het Spaanse kampioenschap reed hij enkel in het raceweekend op het Circuit Paul Ricard, waar hij alle drie de races won. Dat jaar maakte hij eveneens voor Jenzer zijn Formule 3-debuut in het FIA Formule 3-kampioenschap tijdens het raceweekend op de Red Bull Ring als vervanger van Artjom Petrov.